# 브누아 코스틸
브누아 코스틸 (Benoît Costil, 1987년 7월 3일, 캉 ~) 은 프랑스의 축구 골키퍼로 현재 세리에 A의 살레르니타나 소속이다.

## 클럽 경력
코스틸은 캉에서 리그 1 데뷔전을 치렀으나, 이곳에서 10경기밖에 출전하지 못하였고, 2008-09 시즌 동안 리그 2의 반으로 임대되었다. 2009년 6월 17일 스당이 캉으로부터 영입하였고, 그는 2011년 6월까지 이곳에 머물렀다. 그는 스당에서 2년을 보내며 76경기에 나왔다. 그는 2010-11 시즌 리그 2 최우수 골키퍼로 선정되었다. 2011년 6월 14일, 그는 스당과의 계약이 종료되자 렌과 3년 계약을 체결하였다. 이 계약으로 그는 리그 1에 복귀하였고, 그는 렌에서 캉과는 대조되게 초반부터 충분한 출전 기회를 받았다.

## 국가대표팀 경력
코스틸은 전 프랑스 U-21 국가대표로, 2008년 투르누아 에스푸아 드 툴롱에 참가한 전적이 있다.
2014년 11월 6일, 코스틸은 디디에 데샹 프랑스 국가대표팀 감독의 부름을 받아 알바니아와 스웨덴과의 친선전을 앞두고 부름을 받은 23인들 중 한명이었다.
2016년 5월 12일, 디디에 데샹이 UEFA 유로 2016에 참가할 프랑스의 최종 23인 엔트리를 발표하였고, 코스틸은 위고 요리스와 스테브 망당다의 뒤를 담당할 세 번째 골키퍼로써 승선하였다.